# Locust
Son criaturas subterráneas pertenecientes al videojuego Gears of War, donde se presentan como el enemigo principal. Parecen no tener una inteligencia muy avanzada aunque son sorprendentemente avanzadas tanto en tácticas bélicas como en armamento. En su mayor parte tienen una gran fuerza y tamaño por lo que cuentan con buena puntería en batalla, y están divididas en distintas razas. Emergieron de la tierra en plena guerra (La Guerra del Péndulo) por lo que los países, antes en conflicto, se aliaron para destruir esta nueva amenaza aunque fue muy tarde ya, los Locust eran mucho más numerosos y podían emerger de cualquier parte de la tierra a través de agujeros de emergencia, hasta que los humanos usaron su arma conocida como "Martillo del Alba" para destruir sus ciudades y evitar que los Locust los gobernaran. Como se muestra en la introducción del juego, lo que dice la Reina: "Por un tiempo, los humanos de Sera conocieron la ilusión de la paz, hasta... El día de la Emergencia. Poco a poco, su valiosa defensa fue aniquilada. Tras la muerte de millones, para que no cayera en manos del enemigo los humanos destruyeron su civilización. Ahora, la larga batalla contra su terrible destino, ha llegado a un punto desesperado y definitivo".

## Especies de Locust

### Drone
Los Drones o Larvas son el soldado principal de la Horda Locust, normalmente llevan equipado un Hammerbust y han aparecido en toda la saga de Gears of War.
Tiene un aspecto similar al de un humano, solo que su piel es gris y escamosa y miden más de 2 metros.

### Cyclopes
Su especie es Drone, a excepción de que llevan un casco alargado con una sola ranura de visión luminoso de color naranja. Son enemigos muy impredecibles ya que pueden usar casi cualquier arma, en combate los Cíclopes pueden utilizar las torretas Troika, ya que su campo de visión es reducido. Concentrados en una sola cosa, despedazar al enemigo de la forma que sea.
Al igual que algunos Drones, los Cíclopes roban las lancers de los gears caídos como arma eficiente cuerpo a cuerpo.

### Flame Grenadier
Esta especie de Locust es distinta a los Drones, ya que su físico es un poco más fornido,  voz muy grave y dientes más alargados. Están equipados con un casco que tiene una ranura horizontal, la cual es su campo de visión. Son extremadamente mortales a quemarropa ya que puede aniquilar al enemigo de una sola llamarada. Son buenos para hacer coberturas y pueden hasta atacar a un enemigo sin que puedan ser avistados del todo. Debido al tipo de arma que llevan, cargan tanques de combustible en su espalda los cuales son su punto débil ya que con un disparo (o un par en las dificultades más avanzadas) se horada el tanque y en medio de más enemigos su explosión puede acabar con varios de ellos.

### Jinete de bestia
El Beast Rider (Jinete de bestias) son locust con diferente especialidad y habilidad, su armadura incluye un casco con una ranura vertical en medio de color naranja, tienen la habilidad de manejar a las bestias Locust como los Brumak, los Reavers o los Bloodmounts. Su equilibrio y precisión los hace un enemigo muy resistente lo suficiente para dejar el arma vacía en el enemigo.

### Bloodmount
El Bloodmount es una nueva unidad en la Horda. Son grandes, voluminosas criaturas que siguen estando bajo tierra. Tienen una fisiología única en el sentido de que su gran uso de armas como muscular las piernas, fundamentalmente caminando sobre sus manos. Sus verdaderas piernas por debajo de su cuerpo terminan en garras con gran nitidez, que utilizan como su principal forma de ataque. Como su nombre explica, son utilizados como soportes de batalla por el nuevo Palacio de la Guardia enemiga. Están equipados con cascos, que es un proyecto similar al haz de un faro de vehículo. Sus ataques cuerpo a cuerpo son extremadamente poderosos, haciéndolos capaces de matar a un enemigo en solo dos o tres golpes.
Bloodmount y Beast Rider unidades raras, pero extremadamente mortales al enemigo en el campo de batalla. El peligro no viene tanto de la capacidad de cualquiera de las dos, sino más bien la combinación de sus capacidades. El conductor está en condiciones de lluvia continua en semi-precisa el fuego obligando a Gears a cubrirse, mientras que el montaje en sí es capaz de cerrar y matar con un golpe muy rápido en cuerpo a cuerpo..
Los soportes parecen tener temperamentos muy cortos, ya que violentamente rasgan sus cascos cuando un disparo les llega a la cabeza. Es posible disparar al Bloodmount del jinete y eso llevará a la eliminación de gran parte de la amenaza que plantea esta unidad, aunque esto hará que el montar alboroto en torno a la descontrolada y, en general, ser más agresivo. Sin embargo, la capacidad de su jinete varía en combate, se convierte en un enemigo difícil. Del mismo modo un montaje puede ser disparado desde el marco de un jinete. Inmediatamente después de ser desmontado el jinete caerá al suelo aturdido temporalmente, haciéndole fácil ser carne para la motosierra.
Crear minas de proximidad es una forma muy eficaz de lograr deshacerse de este enemigo.Por supuesto el lanzagranadas triple es bueno para matarlos.

### Grenadier
Son los drones locust más brutales y agresivos pues los granaderos son soldados que no siguen reglas de nadie. Utilizan la Escopeta Gnasher y las granadas de fragmentación, las cuales son las más fuertes y utilizan una técnica con tendencias suicidas en el combate, pues no les importa su vida con tal de cumplir su objetivo. Jugaron un papel clave en la Guerra Locust, siendo el soldado más común de la Horda Locust después de los Drones. Los granaderos fueron de los primeros Locust que aparecieron durante el Día-E. Durante la Ofensiva de Masa Ligera, los Granaderos defendieron puntos clave en la ciudad de Ephyra. También lucharon en la Operación: Tormenta en la Hondonada. No se les vio en la Invasión Lambent, pues en ese entonces gran parte de la Horda Locust fiel a Reina Myrrah eran tropas élite, y los no fieles tenían su propia versión, los Granaderos Salvajes.

### Elite Grenadier
Solo desea una cosa: Desmembrar a los Gears. Inteligentes, más resistentes que los demás. Se diferencian de los Granaderos normales porque llevan hombreras rojo oscuro y usan pistola boltok. Son aventados, pues tienen con que. Siempre usan la escopeta, su puntería es precisa y son extremadamente resistentes que cualquier otro Drone normal (excepto Theron).

### Theron Guard
Guardia Élite de los Locust: Frío, Calculador y Despiadado. Muy inteligentes. Usan un casco y una túnica rasgada rojo oscura. Sus armas son el arco explosivo, la escopeta, el lancer(Cyclops), y la pistola Boltok, lo que los hace un enemigo temible. Normalmente se encuentran protegiendo algo, como la planta en el acto 3 aunque después del Acto 3 salen muchos Guardias Theron. Como los Gears, los Theron son considerados "Legionarios" porque las dos unidades son extremadamente fuertes y hábiles en el campo de batalla.

### Theron Centinel
Solo una cosa se puede decir de ellos: El mejor soldado de la Horda. Son los líderes en el campo de batalla, se encuentran a partir del acto 4 en adelante. Son considerados los centuriones de la batalla, levantando la moral y estrictos con sus soldados, extremadamente brillantes e inteligentes, se diferencian de los guardias por su casco. Los Theron son muy diferentes a los Drones normales, puesto que su cabeza es un poco más chica, su voz es grave, y sus dientes son muy grandes. Desgraciadamente, al usar el casco no se les ve la cara, éstos solo se muestran en el vídeo de la muerte de un soldado capturado (Acto 3, al final) y un Guardia Theron muerto antes de la Estación de Bombeo en el Acto 3 (donde se introduce el arco explosivo). También se les puede ver sin su casco en el 5 acto cuando van de pasajeros en los reavers o cuando son tomados como escudo

### Theron Savage
El theron salvaje se ha adaptado muy bien a las arenas hostiles y cambiantes de su nuevo hogar en las "Deadlands Seran". Son del mismo tamaño que un Theron, sin embargo este tipo pertenece al grupo de los Locust Salvajes puesto que atacan con mayor ferocidad al enemigo. Su armadura blanqueada les permite perderse en una tormenta de arena, donde pueden moverse inadvertidos y ejecutar terribles ataques furtivos. El diseño de su armadura es idéntico a los Guardias Theron a excepción del casco que es muy parecido al del Theron de Élite . Aunque tienden a actos de ferocidad comunes por su naturaleza salvaje, siguen actuando en grupos. Normalmente están equipados con Hacha de Carnicero y con una Pistola Boltok.

### Theron de Élite
Los Theron de Élite actuaron como los guardaespaldas del General Locust RAAM durante el ataque a Ilima, junto con dos Maulers Ónice y un Tremor. El Theron de Élite, era una variante del Guardia Theron, que aparecieron poco después del Día de la Emergencia, bajo el mando del General RAAM. Era uno de las pocas clases de Locust que sirvieron junto con él. llevaban armadura negra y gris para mostrar su lealtad y su relación con RAAM.
Este Locust resulta temible en el campo de batalla ya que poseía habilidades extraordinarias en comparación de otras clases de Locust con un rango y habilidad menores, además, este locust tiene una ventaja sobre los demás, y es su amplio coeficiente intelectual, que en ocasiones puede superar a la de un ser humano. Normalmente van equipados con un arco explosivo, escopeta Recortada de Élite, granadas de krill, y por último pistola Gorgon.

### Boomer
La versión grande de los Drones mide más de 2,5 metros, pesando de 200 a 250 kilogramos y carga armamento pesado, lo que, junto a su gran fuerza física, los hace de las criaturas más fuertes de la horda Locust. Aunque su inteligencia es reducida, los Boomer soportan varias balas, y como su nombre lo indica, siempre llevan un Boom Shot. Para matarle es necesario estar cubierto y disparar una ráfaga efectiva en la cabeza con el lancer, el francotirador, el Boom Shot, el one shot y el arco explosivo como las más fáciles, y las otras armas, pero con la necesidad de gastar varias balas.

### Flame Boomer
Son Boomers especializados en el Lanzallamas (Scorcher). Son lentos al igual que la mayoría de Boomers y la mejor forma de eliminarlos es a distancia o disparándoles al tanque de gas que cargan en la espalda

### Grinder
Estos son extremadamente peligrosos cuando vienen en parejas, cargan con un arma de artillería pesada llamada "trituradora" o "mulcher", (que es como una troika de mano), se diferencian de los boomers por el arma y el casco con forma de lata alargada.

### Butcher
Únicamente se encuentran en la hondonada, son una especie de boomer con armadura parecida a la de los guardias theron, solo portan un arma de cuerpo a cuerpo parecida a un machete y son más rápidos que los boomers.
No son militares, son los cocineros de la horda Locust y se dedican a despedazar gusanos de roca para alimentar a los Drones.

### Mauler
Este se diferencia de los boomer, por el hecho de que tiene un casco con dos cuernos enroscados, es mucho más rápido que los carniceros y porta un escudo metálico grande y una maza explosiva, son sumamente peligrosos y difíciles de vencer. Una buena técnica de matarlos es mientras están avanzando cubiertos avanzar hacia atrás y disparar en los pies al estar sin protegerse dar saltos hacia atrás. Su escudo es utilizable y suele ser buena estrategia llevarle, con la condición de solo poder usar pistolas (gorgón, boltok o la pistola de cañón corto)

### Savage Boomer
Los Digger Boomer, son Boomers salvajes armados con la Digger Launcher, la cual los hace bastante peligrosos sobre todo cuando salen en parejas. Se diferencian de los otros Locust Salvajes al poseer un casco con un cuerno sobre su cabeza (su arma es el excavador)

### Corpser
Esta criatura con forma de arácnido gigante, es usada por los Locust para cavar túneles a través del subsuelo y así poder colocarse detrás de las líneas de los CGO sin ser detectados. Son los encargados de crear los agujeros de emergencia. Siendo torpes en batalla, puesto que aunque tengan un enorme tamaño, no tienen armadura que proteja sus puntos débiles como el estómago y la boca ya que está abierta, a excepción de sus patas con los que se protegen y luego atacan. Aunque siempre es imponente estar frente a uno.
Tienes que vencer a varios en GoW2, en donde toman un papel más importante. En Gears of War 3, tendrás que derrotar a uno tal como se ve en un video. También habrá Corpsers Salvajes, más violentos que los corpser normales porque se ocultan en la tierra y a veces te atacan agresivamente.

### Brumak
Estas gigantescas abominaciones se cree que son mutaciones creadas por los Locust a partir de antiguas criaturas del planeta Sera. Estos "dinosaurios" Locust están armados con cañones acoplados a sus espaldas, son enormes y con fuerza brutal, totalmente destructiva, además de su cañón principal, tienen otras cuatro armas a su favor, un lanzamisiles, una torreta troika, invulnerabilidad a las balas de armas comunes, y su brutalidad y fuerza excesiva a la hora del combate, sin ningún arma en extremo poderosa para contrarrestarlos son totalmente peligrosos, después del mensaje del presidente Prescott se pelea contra varios brumaks con ayuda de las perforadoras. En un enfrentamiento con uno es recomendable cubrirse y disparar a su cabeza y a su lanzamisiles. En Gears of War 3, los Brumak son jefes de horda.

### Berserker
Su ADN indica que son la versión femenina de los "Drones"; al ser ciegas se guían por el olfato y las vibraciones que provoca su presa. Son extremadamente rápidas y poseen la fuerza suficiente para derribar muros, y su cuerpo resiste cualquier arma ordinaria, solo pueden ser derrotadas con el arma Martillo del Alba o matándolos con ráfagas del lanzallamas y enterrándoles una flecha explosiva o clavándole una granada después de haberles disparado con él.
Tuvieron ausencia en Gears of War 2 pero volverán en Gears of War 3 como horribles mutaciones por la imulsión en el demo del juego una berserker lambent es atacada por el Martillo del Alba, pero sin presentar ningún daño y solo aumentando su furia. Se cree que su punto débil es el estómago disparándole con la retro lancer, la lancer o con una torreta Troika. En Gears of War 3, la versión normal de la Berserker aparece como jefe del modo de juego Horda.

### Krill
Estas criaturas que asemejan a bandadas de golondrinas o vencejos, son estrictamente nocturnas y habitan en el subsuelo durante el día, por lo cual los habitantes de Sera deben mantener luces encendidas por las noches para evitar ser atacados y devorados. Atacan como pirañas aéreas. También atacan a Locust, aunque protegen al general RAAM y siguen sus órdenes, fueron eliminadas en la primera entrega del juego con la bomba de masa ligera, eso explica porque no vuelven a aparecer en las demás entregas.

### Wretch
Mejor conocidos por el nombre de desgraciados o infames. Estos son de tamaño y peso menores que un humano, y tienen la capacidad de trepar por casi cualquier superficie como insectos. Aunque generalmente están desarmados, son muy peligrosos para cualquier CGO que olvide mirar al techo. Hay algunos que son especialmente volátiles debido a que tocaron la Imulsión y atacan siempre en manada. Nunca los ataques con la sierra ya que los otros desgraciados te atacarán. A diferencia de los drones la guerra no solo la hacen por los fines de la reina sino porque son los únicos que comen humanos. Ni siquiera piensan, lo hacen por instinto y son usados como perros de guerra por los drones, al ser ciegos usan el sentido del olfato , al principio del primer Gears of War, cuando veas los cadáveres colgados mira al suelo y verás sus huellas.

### Ticker
Criaturas similares a los Bloodmounts, pero más pequeños. Son débiles y no pelean cuerpo a cuerpo, los locust les queman los ojos para que en combate no les de miedo , llevan en su lomo un explosivo a base de combustible , puede causar tanto daño como una granada de fragmentación o explosivo. Se los puede matar disparándoles al explosivo que portan, pero a una distancia prudente. También, con un arma diferente al lancer se les puede golpear y hacerlos elevarse por los aires, pero sin lograr hacerlos explotar ni morir, sino al contrario enfureciéndolos más. Al caer, es el momento preciso para dispararles. Con algo de táctica se pueden usar como granadas improvisadas. En GoW 3, aparecerán Tickers salvajes, la única diferencia con los normales es que no tendrán un explosivo en el lomo, pero lo compensa el hecho de poder comerse las municiones y granadas que estén tiradas en el suelo y son mucho más rápidos.

### Sembrador
Criaturas grandes como hormigas que interfieren las comunicaciones y apestan, lanzan criaturas explosivas llamadas Nemacyst que destruyen a los vehículos de aire como los helicópteros (también atacan la perforadora en GoW2). Ya que los sembradores son bastante débiles, su única clase de defensa y ofensa son los Nemacyst, los cuales son débiles, muy rápidos y mortales, aunque se los puede matar con unas cuantas ráfagas. Se les puede matar con el Martillo del Alba y con otras armas pesadas, como los cañones de los Centauro, los King Ravens y las torretas de los Brumak.

### Nemacyst
Son las criaturas lanzadas hacia el cielo por los Sembradores para destruir las unidades aéreas enemigas (también atacan la perforadora en GoW2). Explotan al alcanzar al enemigo. Son mortales tanto para vehículos como humanos y vuelan. Aunque son muy débiles en combate, pueden causar un daño tremendo.

### Reaver
Criaturas voladoras muy rápidas, llevan, normalmente infantería Locust arriba de ellos para el ataque. Un Drone para maniobrarlos y otro pasajero para atacar enemigos. No tienen armadura, simplemente un soldado con su arma y a los Locust. Al final del Gears of War aparece un centinela theron quien en realidad es skorge (El problema es que epic games no tenía el diseño del general que remplazara a Raam) montado en una hydra que al parecer va muy bien defendido. Serían la contraparte de los King Raven, aunque los Reaver con inteligencia propia, más rápidos y pueden acceder lugares reducidos.

### Kantus
Son los sacerdotes de los Locust. Llevan consigo la Pistola Gorgon, única en ellos y es semi automática (en GOW3 cambia a automática), además de ser prácticamente los únicos que tienen granadas de tinta. Son altos y llevan un sombrero largo. Cuando se acercan mucho a ellos, gritan y éste grito hace a sus enemigos caer al suelo. Pueden levantar a Locust derribados (no muertos) al instante también con su grito y desde una distancia considerable, el grito del kantus puede atraer consigo los famosos tickers por lo que deben ser el objetivo principal del jugador si es que están presentes. Su líder es Skorge, que además es protector personal de la reina.
Son extremadamente rápidos y ágiles, además de que son difíciles de matar (especialmente en Modo Locura)

### Armored Kantus
Aparecen en GoW3. Llevan colocado un blindaje lo cual los hace inmunes a las balas a excepción de granadas de fragmentación, granadas incendiarias, lanzagranadas (boomshot), lanzallamas, Arcos explosivos. Aparecen en la trama tratando de impedir que Marcus y compañía suban al submarino que los llevara a rescatar al padre de Marcus.

### Hydra
El hydra es el "Reaver Gigante" que se puede apreciar al final de la primera entrega Gears of War. En Gears of War 2 vuelve, conservando su aspecto físico. Es pilotado por Skorge. 
El Hydra termina muerto por el escuadrón delta que se encontraban pilotando unos reavers en un recorrido largo, desde los túneles de la Hondonada hasta los bosques de Jacinto. Aún se sabe muy poco sobre esta criatura, se cree que fue la última de su especie.

### Tempest
La montura de la Reina Myrrah en GoW 3. Se asemeja a un escarabajo gigante volador blindado. Su ataque consiste en un rayo de calor brutal que mata con un solo golpe. Esta blindado y las armas de fuego y explosivas no atraviesan su armadura. La boca es su único punto débil(también sus costillas pero solo le disparas ahí cuando esta en la torre). Para matarlo se le dispara en la boca y luego se le golpea con el Martillo del Alba.

### Palace Guard
Estos Locust pertenecen a la raza de los Theron, su casco y color de la armadura los distingue de los demás. Son los más resistentes (además de los Boomers) y son los encargados de proteger a la reina. Se pelea contra ellos en el Palacio de Nexus y aparecen en la mayor parte de la campaña de gears of war 3. Llevan varias armas como el Arco Explosivo, Lancer y Escopeta Gnasher. A veces van montados sobre Bloodmounts.

### Gusano de Roca
Las cavernas que hay bajo Tierra están repletas de gusanos de roca. Estas criaturas grandes y bulbosas se deslizan de un túnel a otro masticando los frutos rojos y brillantes que cuelgan del techo. Sus resistentes pieles son inmunes a los disparos, pero no se meterán contigo a menos que te interpongas en su camino. Los puedes utilizar como escudos, y los puedes sacar de donde se esconden disparando a una especie de fruta que hay colgada en el techo.
Extrañamente son un tipo de dios para los locust ya que, los Kantus las veneran.

### Giant Serapede
Los Serapede son Ciempiés gigantescos los cuales poseen una defensa formidable. Su único punto débil es su cola la cual al destruirla , destruye una sección de su cuerpo. Lo malo es que hay que ser preciso para matar a los Serapede debido a que son rápidos y sus mordiscos suelen ser letales.

### Leviathan
Ser gigante acuático, que aparece en las cataratas cercanas a Nexus. Es muy grande, con tentáculos exteriores que intentarán hundirle. Posee una gran boca. En el exterior solo tiene un punto débil: sus ojos, basta con dispararle una vez al ojo para lograr entrar a la boca, donde se encuentran 6 tentáculos.
Para vencerlo, es necesario dispararle a los tentáculos interiores (cuando éstos comiencen a moverse y se pongan en color azul claro). De su garganta saldrá una especie de "hueco", es importante contar con suficientes granadas para lanzarle dentro y así lograr que su mandíbula se abra y libere el bote.
Se repiten estos pasos 3 veces. Muere en el momento en que el color del agua se torna color rojo (por la sangre). En GoW 3, reaparecerá pero esta vez en "versión" Lambent y morirá gracias a un cargamento de Tickers y el uso del Silverback.

## Mutaciones Lambent

### Pólipos
Polyp en inglés, los Pólipos son Lambents que tienen la forma de una araña. Suelen atacar en grandes números ya sea a corta o a media distancia ya que escupen Imulsión. La forma más efectiva de matarlos es usando la Gnasher o la escopeta recortada.

### Former
Llamados, Ex-humanos o Humanos Lambent, es la variación mutante de un humano en Lambent tras una exposición masiva a la Imulsión.Es catalogada como la fase final de la Neumonía Oxida (enfermedad aparecida tras el bombardeo con Masa ligera), en apariencia son similares a un Zombi con la diferencia de que en lugar de expulsar sangre, expulsan Imulsión de su cuerpo. Suelen atacar en grandes números siguiendo el patrón de un enjambre de Zombis y pueden causar gran daño si no se les ataca rápido.

### Lambent Drone
Los Drone Lambent son un tipo de Drone que ha sufrido una prolongada exposición a la Imulsión. Se desconoce el tiempo de su existencia, pero fueron descubiertos por primera vez por los Gears en los dos primeros dos días de la Helada. No se sabe como los Drones se infectaron o como empezó la Guerra Civil Locust.

### Drudge
El Drudge es una mutación Lambent del Drone, y la fuerza más común de los Locust Lambent.

### Berserker Lambent
Es la variante Lambent de las Berserker. Su única diferencia radica en su forma de ataque la cual consiste en que pueden saltar para caer con fuerza y expulsar pequeñas fuentes de Imulsión cuyos vapores pueden derribarte al instante si te expones a ellos. Su ataque con carga también puede dejar fuentes de Imulsión a su paso las cuales pueden desaparecer tras unos segundos. La única forma de matar a la Berserker Lambent es al momento de que esta se lance al ataque con embestida ya que deja al descubierto una fuente de Imulsión en medio de sus costillas la cual es su único punto débil. La berserker lambent es un jefe del modo horda de Gears of War 3.

### Lambent Wretch
Son las mutaciones de los Infames, Tal y como aparecen en Gears Of War 1 al momento de matarlos ellos explotan, así que será mejor que no los enfrentes muy de cerca y menos si estás en dificultad Locura.

### Gunker
Es la mutación del Boomer.Se les ve en menores cantidades debido a que era muy difícil que los Boomers muten por la Imulsión. Representa la artillería pesada de las criaturas. Están armados con un hacha incrustada en un tentáculo ubicado en su brazo derecho para ataques a distancias corta y media. En el izquierdo, pueden secretar grandes bolas de Imulsión las cuales usan para sus ataques a larga distancia y que al impactar pueden crear grandes explosiones. Su punto débil es una gran cantidad de Imulsión concentrada en su abdomen la cual al dispararle varias veces puede hacerlos explotar. Los Gunkers son jefes del modo Horda en Gears of War 3.

### Brumak lambent
Es la mutación lambent de el locust Brumak. Es la última criatura que se vence en "gears of war 2", después de controlar a un Brumak abandonas a la criatura y se convierte en lambent, después se les ocurre derrotarlo para improvisar una bomba y destruir los canales de los locust. Hasta la actualidad es la criatura más grande y fuerte de todo gears of war.

## Líderes

### Skorge
Skorge fue el Sumo Sacerdote Kantus, y convirtióse en Supremo Comandante a la muerte del General RAAM. Es un Locust de apariencia delgada que controla el Gusano Perforador, de ahí su importancia. Fue el líder durante el ataque de la CGO a la Hondonada en la Operación: Tormenta de la Hondonada (invasión a las tierras Locust), de igual modo él es el responsable de la estrategia del hundimiento de las ciudades humanas con el gusano perforador.
Después de la huida de la Reina Myrrah, Skorge debía acabar con el escuadrón Delta, pero en el ataque final a Jacinto, fue vencido por Marcus, Dom, Baird y Cole en una persecución de Reavers.

### General RAAM
Fue el supremo comandante de los Locust desde el inicio de la Guerra Locust, hasta la Ofensiva de Masa Ligera (14 años). El General RAAM era un Locust inteligente y frío. Casi no hablaba, pero sus estrategias eran brillantes. Pasó de ser Drone a Guardia Theron en un año.
Era el responsable de no permitir que ningún humano entrara a la hondonada, y finalmente logró conseguir inteligencia sobre la bomba de masa ligera y los planes humanos. Envió un batallón a la Mansión Fenix para evitar que el escuadrón Delta obtuviera los datos necesarios de los mapas Locust, y él personalmente fue a la estación Tyro, y abordar el "Tyro Pillar", donde iba la bomba. Sus planes fallaron, y murió a manos de Marcus y Dom, quienes detonaron la bomba de masa ligera en la periferia de la hondonada.
La muerte de RAAM resultó en un alzamiento en la moral de la humanidad en Sera, pero también resultó que la detonación de masa ligera despertó al Gusano Perforador, el arma más poderosa Locust, y con la cual lograron penetrar Jacinto.
Skorge sucedió a RAAM como comandante supremo, pero sin ostentar el rango de General, sino de Sumo Sacerdote.
Se distingue de los demás locust porque lidera consigo una gran Horda de Krill que lo protegen de los disparos enemigos y al apuntar a alguien puede dirigir a los krill a exterminarlo con el clásico movimiento "Dedo condenatorio".

### Karn
Karn fue una mezcla entre un dron y un kantus el era olvidad pero el al demostrar su fuerza al sobrevivir a un ataque lambet ( rise of raam) y la reina observar karn fue ascendido al mando de general. Puesto a esto, el Shibboleth le fue otorgado para poder movilizarse y evitar morir en la superficie. Curiosamente, esta criatura tenía una pata herida, la cual Karn consiguió curar proporcionándole partes metálicas en la herida y consiguiendo que continuase con la fuerza y resistencia necesarias para atacar a la humanidad.
Karn dirigió personalmente un asalto a República de Gorasnaya, donde devastó gran parte de la población Gorasni. El excomandante de la Unión de Repúblicas Independientes, Garron Paduk y sus hombres se enfrentaron a él, sin embargo, se dieron cuenta de su letalidad demasiado tarde, lo cual los llevó a la derrota. Karn dirigiendo a la Horda Locust semanas tras el Día de la Emergencia, atacó Halvo Bay, ubicada en el territorio de la Coalición de Gobiernos Ordenados. Durante el ataque, el Escuadrón Kilo, liderado por el Teniente Damon Baird, lanzó un Misil de Masa ligera en un intento de eliminarlo. Sorpresivamente, sobrevivió a la explosión del Misil y pudo continuar en su plan de destruir la ciudad.

### Reina Myrrah
La narradora del juego. Puede, que su nombre sea Myrrah. Su voz es estricta. Su primera aparición como narradora es en el video de demostración, donde se presenta como Sera vivía en paz y los Locust salen de la tierra a atacarlos (En la pantalla donde pide que pulses Start, espera un minuto o menos para que aparezca el vídeo). Luego vuelve a hablar donde tu antiguo jefe Kim es asesinado por el General RAAM. Y su primera y última presencia es en la escena final. También habla en el modo multijugador cuando los Locust (en el modo bestia) ganan o pierden diciendo: "los pozos de esclavos necesitan más cuerpos, sigan así y se unirán a ellos", ó "después de todo los humanos son mejores", "sigan así y de seguro perderán esta batalla", "una vez más, la especie dominante prevalece","no soy su reina,no soy nada","han regalado la victoria a los humanos","saben que no pueden ganar,¿porque se resisten?, y otras frases más. En Gears of War 2 aparece en el cuarto acto, ordenando a Skorge que se encargue del Escuadrón Delta y huye, no se vuelve a saber más de ella el resto del juego. Durante la campaña en Gears of War 3, se da a conocer la relación que tienen la reina Myrrah y el padre de Marcus, Adam Fenix, quien en el último acto, revela al escuadrón delta, que él conocía la existencia de la Horda Locust y su reina, cuatro años antes del Día de la Emergencia.

## Primeros experimentos de el científico Niles Samson

### Los sires
Los sires son humanos los cuales fueron expuestos a altas cantidades de imulsion mutando,fueron estudiados por el científico Niles Samson en las instalaciones de nueva esperanza posterior mente se experimentaría con niños los cuales tenían la enfermedad del pulmón negro a consecuencia de la exposición a la imulsion la cual les causaría mutaciones convirtiéndolos en los sires los cuales quedaron estériles e in funcionales  

### La matriarca
Una de los primeros experimentos considerados locust esta fue creada combinando ADN de los Sires y ADN de Myrrah dando como resultado la matriarca locust la cual puede controlar telepáticamente a los demás locust o personas con vínculo a la colmena (Kait Diaz)
- Datos: Q5978313